# Цвятковци
Цвя̀тковци е село в Северна България, община Габрово, област Габрово.

## География
Село Цвятковци се намира на около 9 km изток-североизточно от центъра на град Габрово и около 2 km източно от село Кметовци. Разположено е в западната част на Габровските възвишения. Общинският път до селото е ляво (източно) отклонение от третокласния републикански път III-5524, водещ от село Донино на югоизток през селата Болтата, Черневци и Трапесковци до село Боженците. Надморската височина в селото нараства от около 535 m в югозападния му край до около 590 m – в североизточния.

## История
През 1995 г. дотогавашното населено място колиби Цвятковци придобива статута на село.

## Население
Село Цвятковци наброява население от 128 души при преброяването към 1934 г. и намалява до 8 към 1985 г., към 2019 г. наброява (по текущата демографска статистика за населението) 7 души.
Преброяване на населението през 2011 г.
Численост и дял на етническите групи според преброяването на населението през 2011 г.:
|                     | Численост | Дял (в %) |
| Общо                | 3         | 100,00    |
| Българи             | 3         | 100,00    |
| Турци               | 0         | 0,00      |
| Цигани              | 0         | 0,00      |
| Други               | 0         | 0,00      |
| Не се самоопределят | 0         | 0,00      |
| Неотговорили        | 0         | 0,00      |

## Известни личности
- Пенчо Семов (роден в Цвятковци през 1873 г.) – български индустриалец.